# Dylan Minnette
Dylan Minnette (Evansville, Indiana, 1996. december 29. –) amerikai színész, énekes és zenész.

## Fiatalkora
Minnette az indianai Evansville-ben született, Robyn és Craig Minnette egyetlen gyermekeként. A család az Illinois állambeli Champaignbe költözött, ahol öt évig éltek, majd később Los Angelesbe költöztek, hogy Dylan színészi karriert kezdhessen.

## Filmográfia

### Film
| Év   | Magyar cím                    | Eredeti cím                                                 | Szerep                              | Magyar hang         |
| ---- | ----------------------------- | ----------------------------------------------------------- | ----------------------------------- | ------------------- |
| 2007 |                               | Game of Life                                                | Billy                               |                     |
| 2007 | Télbratyó                     | Fred Claus                                                  | árvaházi gyerek                     | Kilényi Márk Olivér |
| 2008 | Hókölykök (videófilm)         | Snow Buddies                                                | Noah Framm                          | Komáromi Márk       |
| 2008 | Csinibabák klubja (videófilm) | The Clique                                                  | Todd Lyons                          | Halasi Dániel       |
| 2010 | Engedj be!                    | Let Me In                                                   | Kenny                               | Timon Barnabás      |
| 2013 | Nyárutó                       | Labor Day                                                   | Henry Wheeler 16 évesen             | Császár András      |
| 2013 | Fogságban                     | Prisoners                                                   | Ralph Dover                         | Baráth István       |
| 2014 | Egy igazán csodás nap         | Alexander and the Terrible, Horrible, No Good, Very Bad Day | Anthony Cooper                      | Czető Roland        |
| 2015 | Libabőr                       | Goosebumps                                                  | Zach Cooper                         | Jéger Zsombor       |
| 2016 | Vaksötét                      | Don't Breathe                                               | Alex                                | Előd Álmos          |
| 2017 | A katasztrófaművész           | The Disaster Artist                                         | fiú mobiltelefonon (törölt jelenet) | Major Erik          |
| 2018 |                               | The Open House                                              | Logan Wallace                       |                     |
| 2022 | Sikoly                        | Scream                                                      | Wes Hicks                           | Czető Roland        |

### Televízió
| Év        | Magyar cím                               | Eredeti cím                            | Szerep                    | Megjegyzések                                                                              |
| --------- | ---------------------------------------- | -------------------------------------- | ------------------------- | ----------------------------------------------------------------------------------------- |
| 2005      | Drake és Josh                            | Drake & Josh                           | Jeffrey                   | 1 epizód                                                                                  |
| 2005      | Két pasi – meg egy kicsi                 | Two and a Half Men                     | Charlie Harper fiatalon   | 1 epizód                                                                                  |
| 2005–2006 | A szökés                                 | Prison Break                           | Michael Scofield fiatalon | visszatérő szereplő (1-2. évad)                                                           |
| 2006      | Mad TV                                   | Mad TV                                 | Billy                     | 1 epizód                                                                                  |
| 2006      | Mikulás szabadságon                      | The Year Without a Santa Claus         | Iggy Thistlewhite         | - tévéfilm - magyar hangja: - Morvay Bence                                                |
| 2007      | A Grace klinika                          | Grey's Anatomy                         | Ryan (fül nélküli fiú)    | 1 epizód                                                                                  |
| 2007–2010 |                                          | Saving Grace                           | Clay Norman               | főszereplő                                                                                |
| 2008      | Szellemekkel suttogó                     | Ghost Whisperer                        | Pierce Wilkins            | 1 epizód                                                                                  |
| 2008      | Egy kapcsolat szabályai                  | Rules of Engagement'                   | Nicky                     | 1 epizód                                                                                  |
| 2008      | A mentalista                             | The Mentalist                          | Frankie O'Keefe           | 1 epizód                                                                                  |
| 2009      | Odaát                                    | Supernatural                           | Danny Carter              | 1 epizód (Family Remains)                                                                 |
| 2010      | Lost – Eltűntek                          | Lost                                   | David Shephard            | 4 epizód                                                                                  |
| 2010      | A médium                                 | Medium                                 | Cameron                   | 1 epizód                                                                                  |
| 2010–2011 |                                          | Men of a Certain Age                   | Reed                      | 4 epizód                                                                                  |
| 2011      | Hazudj, ha tudsz!                        | Lie to Me                              | Noah Marber               | 1 epizód                                                                                  |
| 2011      | Fejjel a falnak                          | Against the Wall                       | Ryan Spencer              | 1 epizód                                                                                  |
| 2011–2013 | A kísértetek órája                       | The Haunting Hour: The Series          | Corey / Chad              | 2 epizód                                                                                  |
| 2012      |                                          | Awake                                  | Rex Britten               | főszereplő                                                                                |
| 2012      | Esküdt ellenségek: Különleges ügyosztály | Law & Order: Special Victims Unit      | Luca Gabardelli           | 1 epizód                                                                                  |
| 2012      | Gyilkos ügyek                            | Major Crimes                           | Avi Strauss               | 1 epizód                                                                                  |
| 2013      | Nikita                                   | Nikita                                 | Stefan Tasarov            | 1 epizód                                                                                  |
| 2013      | Mennyei tippek                           | Save Me                                | Ben Tompkins              | 1 epizód                                                                                  |
| 2014      | A S.H.I.E.L.D. ügynökei                  | Agents of S.H.I.E.L.D.                 | Donnie Gill / Blizzard    | - 2 epizód - magyar hangja:[forrás?] - Berkes Bence (1. évad) - Markovics Tamás (2. évad) |
| 2014      | Botrány                                  | Scandal                                | Fitzgerald "Jerry" Jr.    | visszatérő szereplő (3-4. évad)                                                           |
| 2017–2020 | 13 okom volt                             | 13 Reasons Why                         | Clay Jensen               | - főszereplő - magyar hangja:[forrás?] - Czető Roland                                     |
| 2018–2019 |                                          | The Late Late Show with James Corden   | önmaga                    | Wallows nevű zenekarával együtt szerepel                                                  |
| 2019      |                                          | The Tonight Show Starring Jimmy Fallon | önmaga                    | Wallows nevű zenekarával együtt szerepel                                                  |
| 2020      |                                          | Jimmy Kimmel Live!                     | önmaga                    | Wallows nevű zenekarával együtt szerepel                                                  |
| 2022      | A kibukott                               | The Dropout                            | Tyler Shultz              | minisorozat                                                                               |